# Havispora
Havispora är ett släkte av svampar. Havispora ingår i ordningen Microascales, klassen Sordariomycetes, divisionen sporsäcksvampar och riket svampar.
|           | Microascaceae                                 |
|           |                                               |
|           | Halosphaeriaceae                              |
|           |                                               |
|           | Chadefaudiellaceae                            |
|           |                                               |
|           | Ceratocystidaceae                             |
|           |                                               |
| Havispora | \| \| Havispora longyearbyenensis \| \| \| \| |
|           | \| \| Havispora longyearbyenensis \| \| \| \| |
|           | Cornuvesica                                   |
|           |                                               |
|           | Sphaeronaemella                               |
|           |                                               |
|           | Bisporostilbella                              |
|           |                                               |
|           | Havispora longyearbyenensis                   |
|           |                                               |

|  | Havispora longyearbyenensis |
|  |                             |